# Chapelle Notre-Dame des Buis
Pour les articles homonymes, voir Chapelle Notre-Dame et Chapelle des Buis.
La chapelle Notre-Dame des Buis communément appelée chapelle des Buis est un édifice chrétien datant au moins du XVIIe siècle, situé à Besançon dans le quartier de La Boucle. Le site dans lequel elle est placée ainsi que son architecture en font l'une des chapelles les plus remarquables de la ville.

## Histoire

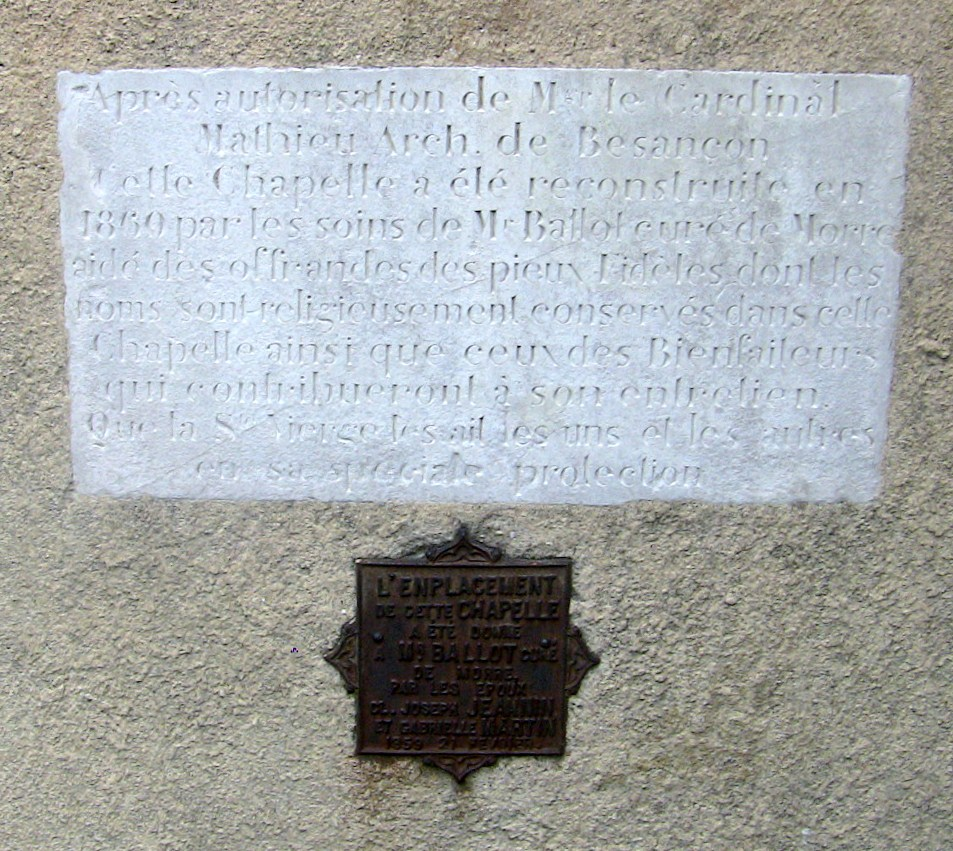
Les deux plaques situées sur l'un des flancs de la chapelle.

Sans qu'aucune attestation ne soit disponible, les historiens supposent que le site a connu à l'époque romaine un petit temple à Mercure à l'emplacement de l'actuelle chapelle, ou plus vraisemblablement un peu en contrebas dans un renfoncement de la paroi rocheuse. Le nom du ruisseau proche : le Mercurot, en serait une trace. Le site porte encore la marque de la voie romaine à l'extérieur de l’actuelle chapelle, sous la statue de la Vierge qui orne un des murs.
La présence religieuse sur le site daterait du Ve siècle, notamment lorsqu'un ermite du nom de saint Léonard prit place dans une grotte située à proximité de la chapelle. Un ermitage datant du XIIIe siècle est attesté, avant que la chapelle actuelle ne le remplace à une date inconnue, mais certainement entre le XVIIe siècle et le XIXe siècle. Après que la chapelle actuelle fut construite, elle fut détériorée en 1815, et restaurée puis agrandie en 1865. Deux plaques situées sur un des flancs de la chapelle prouvent que l'édifice a bien été reconstruit à cette époque : « Après autorisation de Monseigneur le Cardinal Mathieu archevêque de Besançon, cette chapelle a été reconstruite en 1859 par les soins de Monsieur Ballot curé de Morre aidé des offrandes des pieux Fidèles dont les noms sont religieusement conservés dans cette chapelle ainsi que ceux des Bienfaiteurs qui contribuent à son entretien. Que la Sainte Vierge les ait les uns les autres en sa spéciale protection. » Sur l'autre plaque, en fer, il est dit « L'emplacement de cette chapelle a été donné à Monsieur Ballot curé de Morre par les époux DL.Joseph Jeannin et Gabrielle Martin, 1859 - 21 février. »
En 1948, l'évêque de Besançon fait appel aux Franciscains, dont le siège provincial est alors à Strasbourg. Il veut leur confier la charge de l'accueil des pèlerins au Monument de la Libération qu'il fait réaliser ainsi que l'aumônerie étudiante. Ceux-ci s'installent dans le bâtiment attenant à la chapelle en attendant la réalisation prévue d'un petit couvent sur le site du monument. Cette construction n'ayant jamais vu le jour, les frères sont restés dans la maison du hameau. Les archives de la communauté franciscaine attestent de la rapide fréquentation du site par les jeunes étudiants montant à pied du centre-ville avant leurs cours.
Le petit jardin compris entre le bâtiment et le carrefour est inscrit au répertoire des Monuments historiques.
Il existe une autre chapelle Notre-Dame des Buis, à Saint Geniez d'Olt et d'Aubrac, construite également à l'emplacement d'un ermitage.

## Architecture

### Architecture intérieure
La nef est composée d'une travée agrandie par deux collatéraux. Les anciens murs extérieurs n'ont pas été retravaillés et sont devenus les colonnes massives séparant l'espace intérieur. Les voûtes sont de formes simples néo-gothiques et atteignent environ quatre mètres de haut, et cinq vitraux sont situés de chaque côté laissent la lumière passer de manière suffisante. Deux petites marches en pierre surélèvent d'environ 25 centimètres l'autel principal. Les colonnettes, de forme très simple, aboutissent par des chapiteaux évoquant la flore franc-comtoise, et notamment le buis.

### Architecture extérieure
La chapelle est bâtie en pierre, et s'apparente au style roman, mais avec des grandes particularités. Deux petites tours sont situées sur chacun des deux flancs du monument, aboutissant sur un toit en tuile d'ardoise très régulier. Sur l'un des flancs de l'édifice, une majestueuse statue de la Vierge Marie en terre creuse trône fièrement, au centre même de cette façade. Une autre statue de la Vierge, très ressemblante à la précédente à la différence que celle-ci tend les bras et est ornée d'une auréole, coiffe le portail de la chapelle. Le clocheton situé au centre du bâtiment est comme le toit, tapissé d'ardoise et comprend à son sommet une croix culminant à environ 10 m.
La sphère située sous la croix est un des points géodésiques de l'endroit. Du fait de la vétusté de la charpente, la cloche n'est plus en fonction.

### Mobilier
Parmi les chefs-d’œuvre qui composent le patrimoine ornemental de la chapelle, on peut citer par exemple Notre Dame des Buis, une Vierge à l'Enfant et à la Bible datant du XVIIe siècle. Elle est la copie de la statue originale venant probablement de l'ancien oratoire des Buis
Dans le collatéral sud se trouve une pietà datant du XIVe siècle, copie de l'originale réalisée par les ateliers de Besançon. Un petit orgue de facture suisse sans grande valeur artistique occupe le collatéral nord.
Les motifs des vitraux sont inspirés des saisons et de la flore comtoise. Chaque vitrail comporte un mystère marial et une plante. Du fait de la situation de la chapelle et de son exposition, la couleur chaleureuse de ces verrières ressort particulièrement et se projette en soirée sur les murs aux couleurs unies.
L'autel récent est signé M.G Kliemann, est un monolithe évoquant sur sa face avant le buisson ardent. Un bénitier en pierre, un remarquable tabernacle ainsi que deux plaques évoquant la reconstruction de la chapelle à partir de 1682 ainsi que d'autres événements liés à la chapelle composent le patrimoine ornemental.

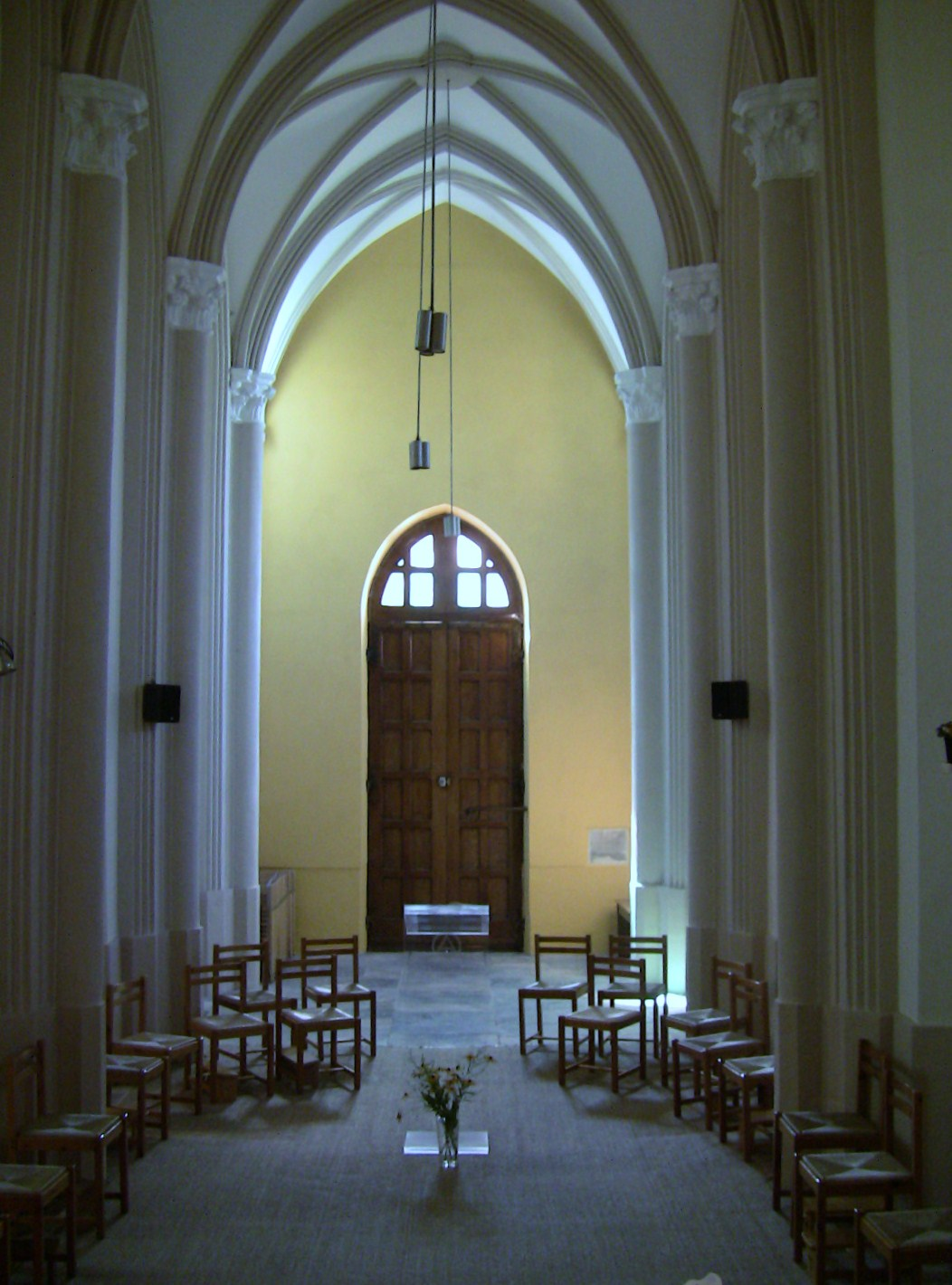
L'intérieur de l'édifice.
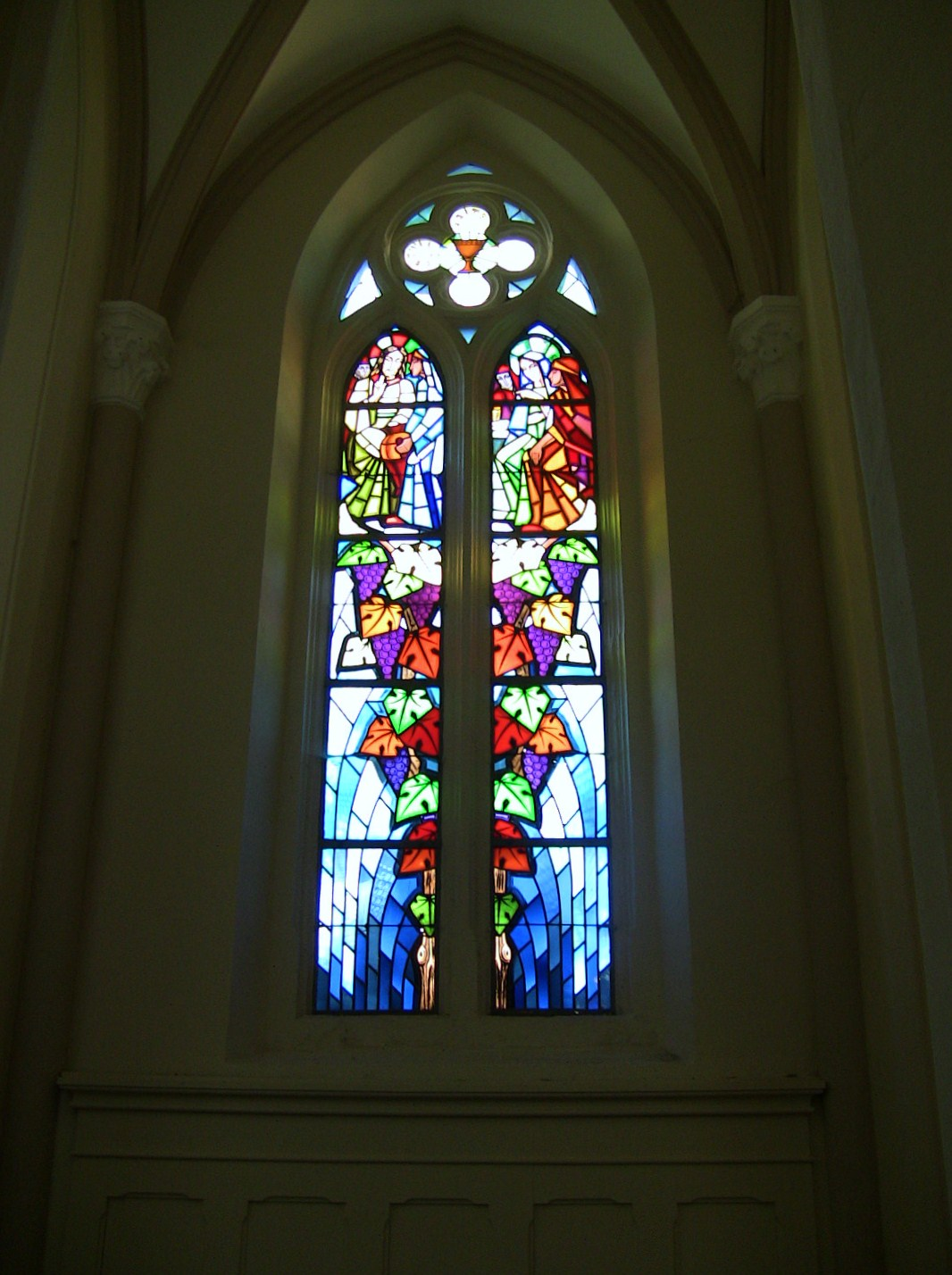
Un vitrail de la chapelle.
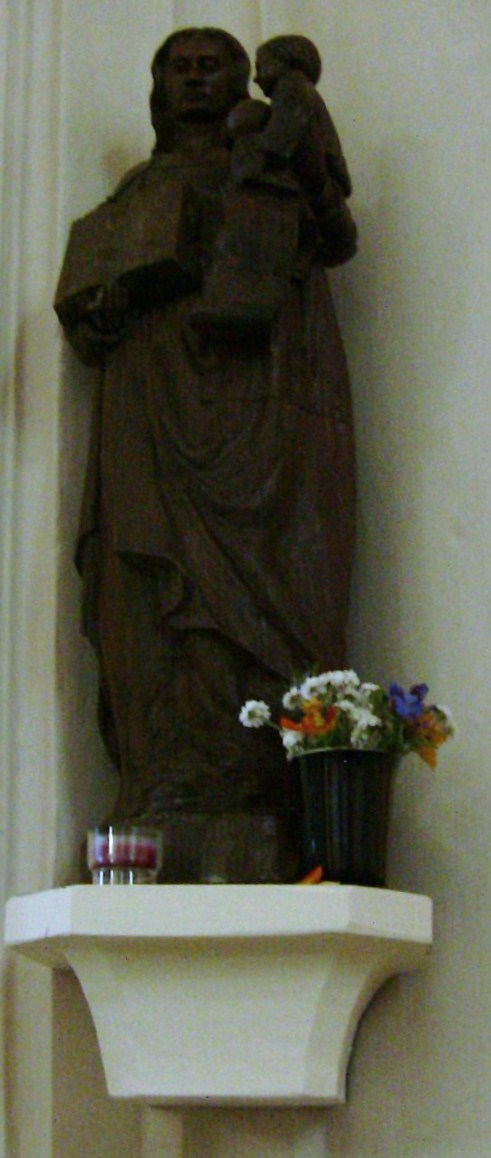
La statue de Notre Dame des Buis.
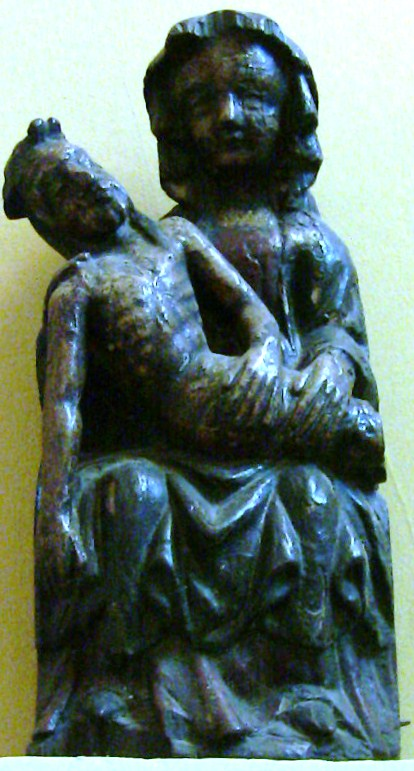
Pietà du XIVe siècle.
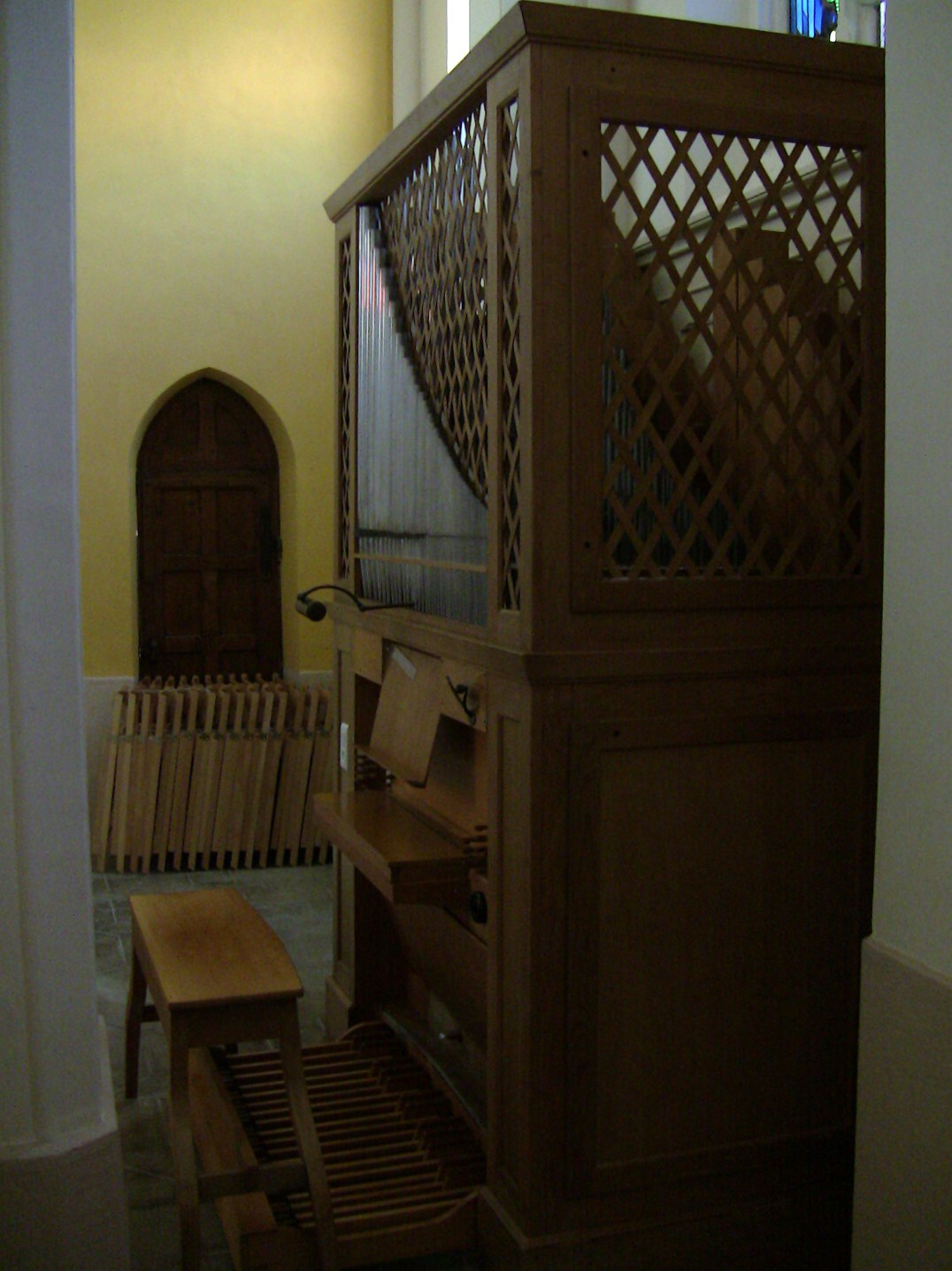
L'orgue de la chapelle.
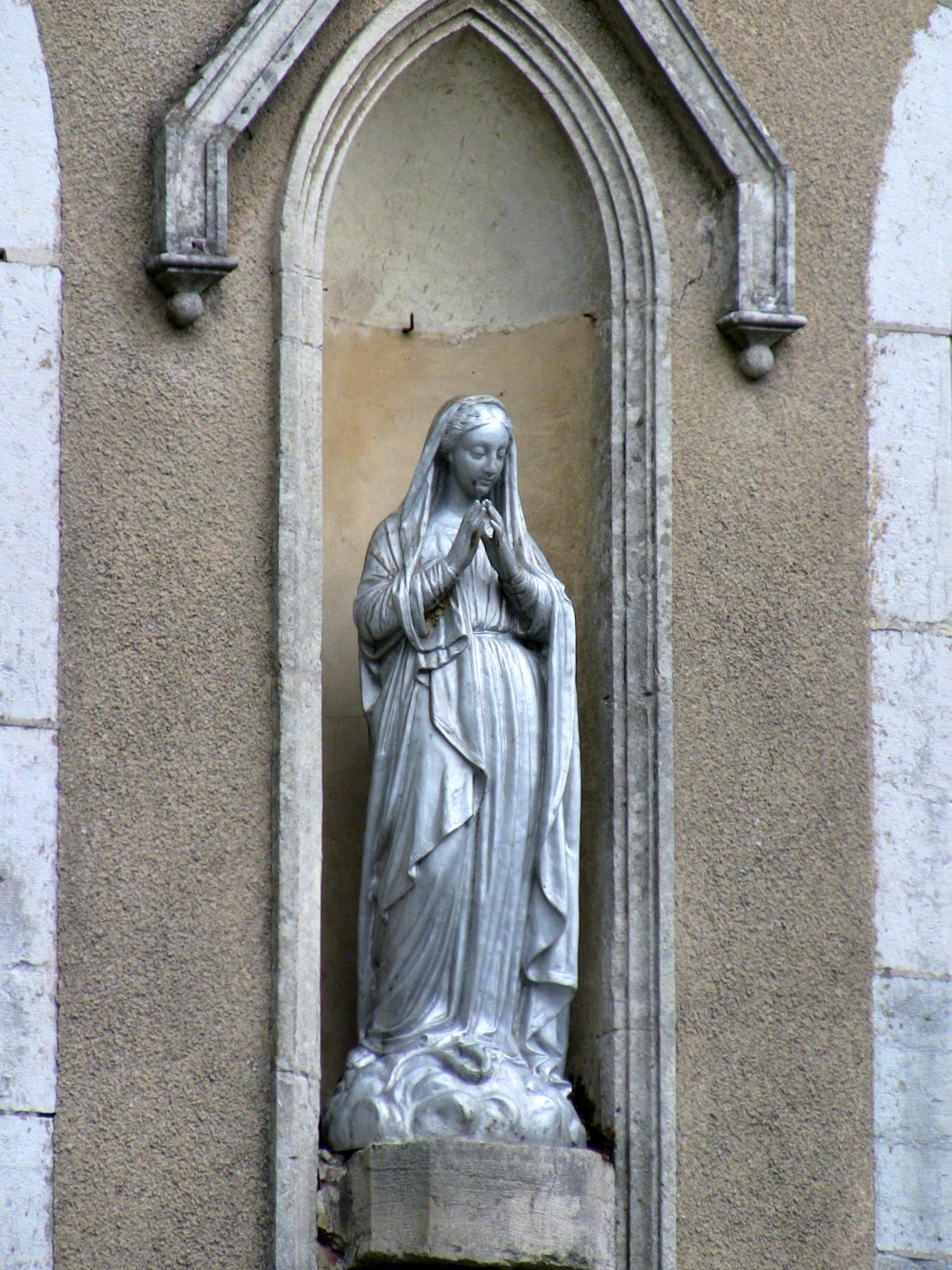
Une des deux statues de la Vierge ornant l'extérieur de la chapelle.
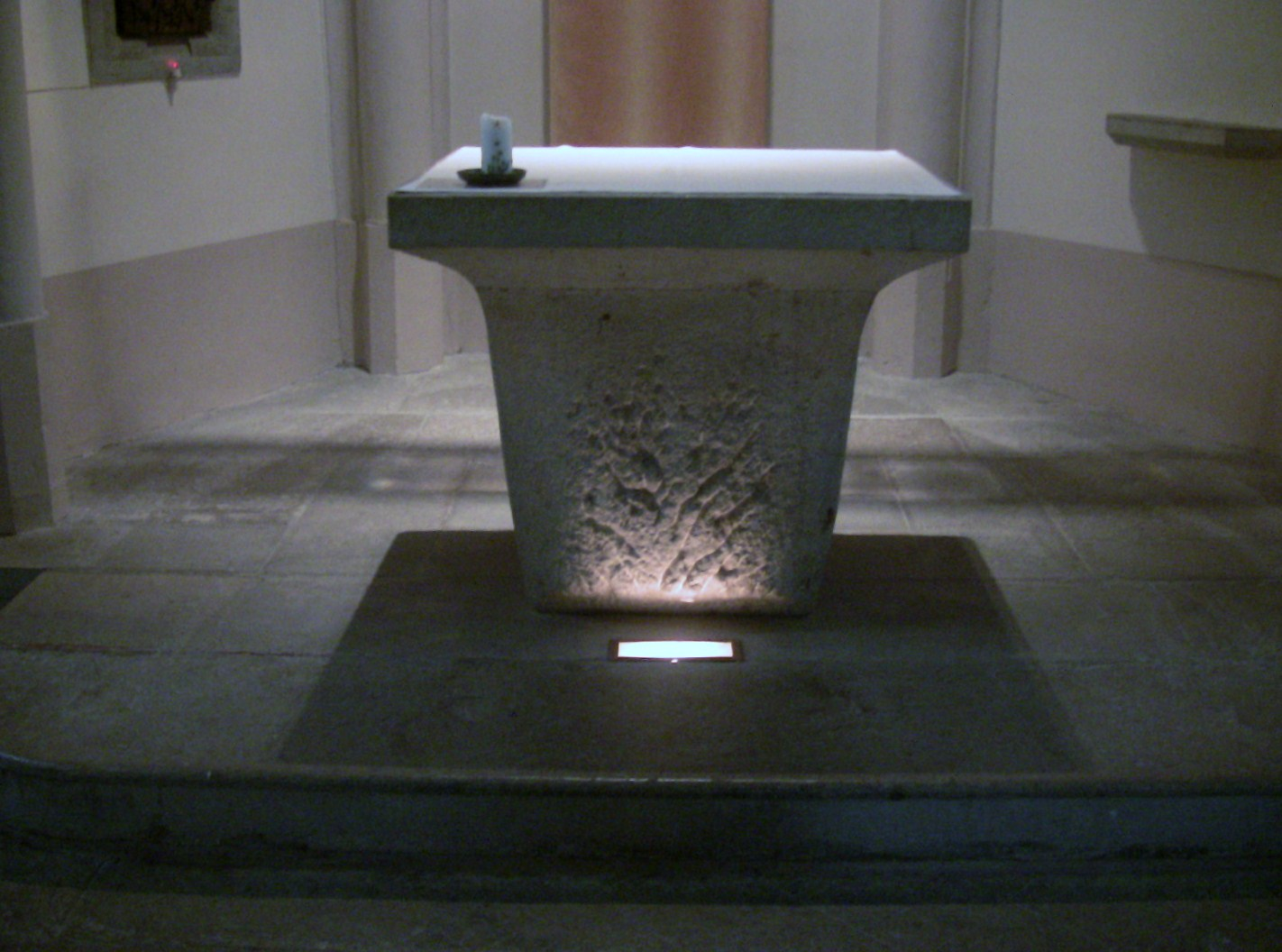
L'autel.
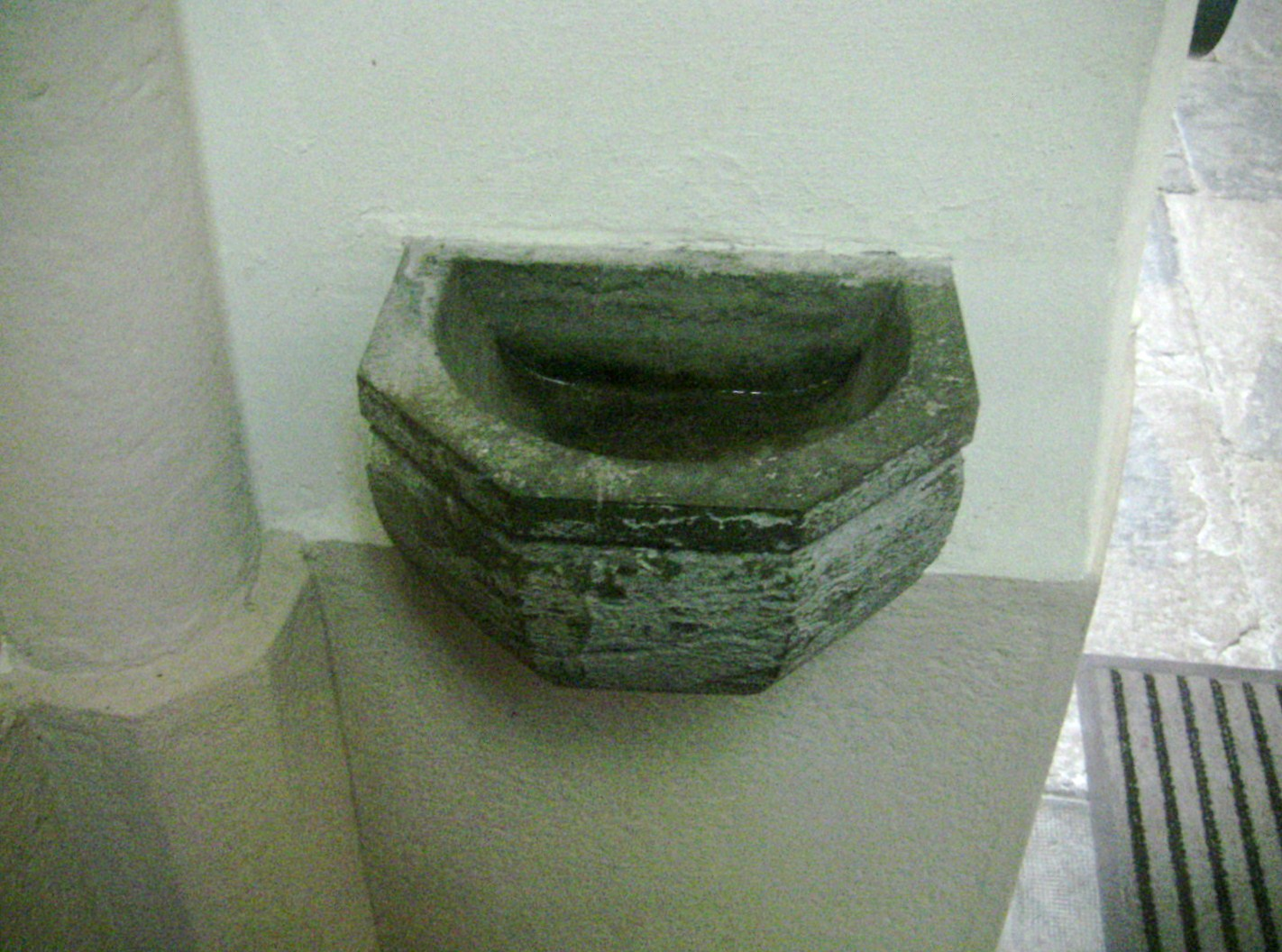
Le bénitier.

## Galerie

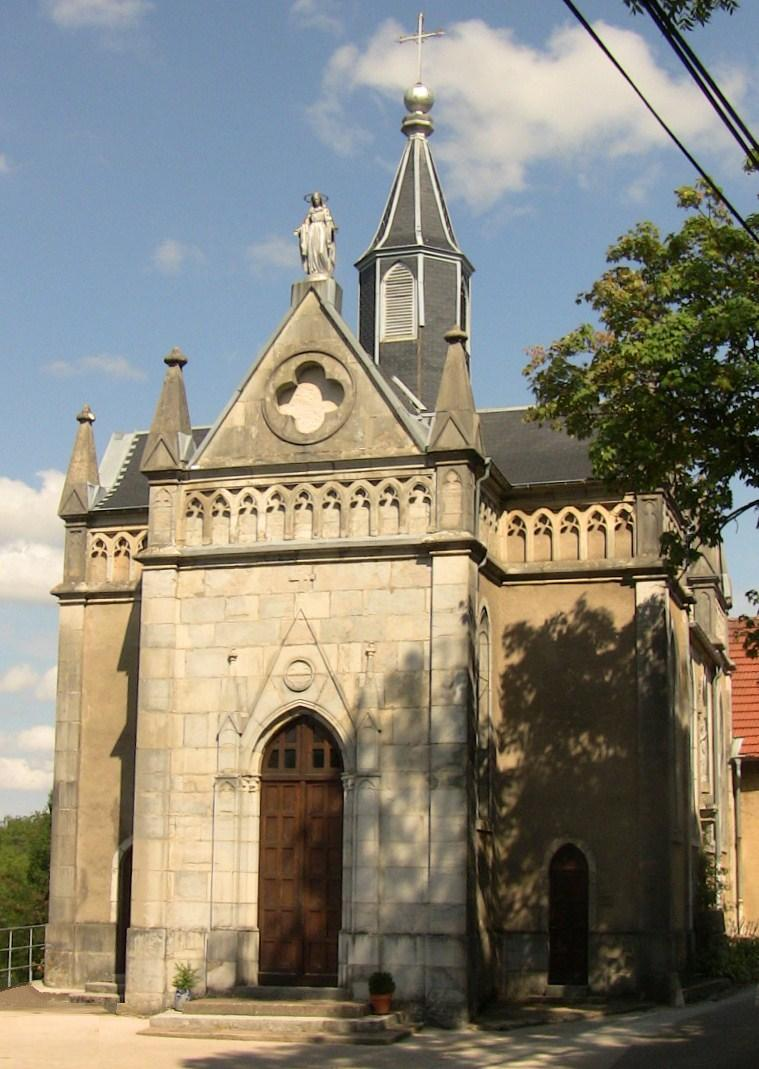
Façade avant du monument
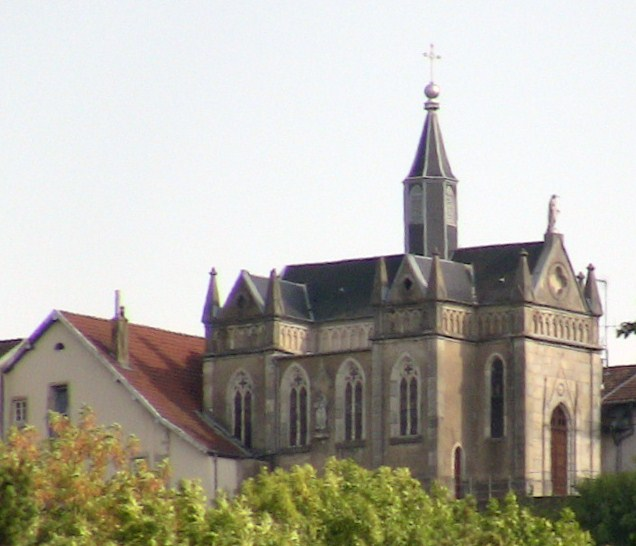
Vue générale de la chapelle des Buis
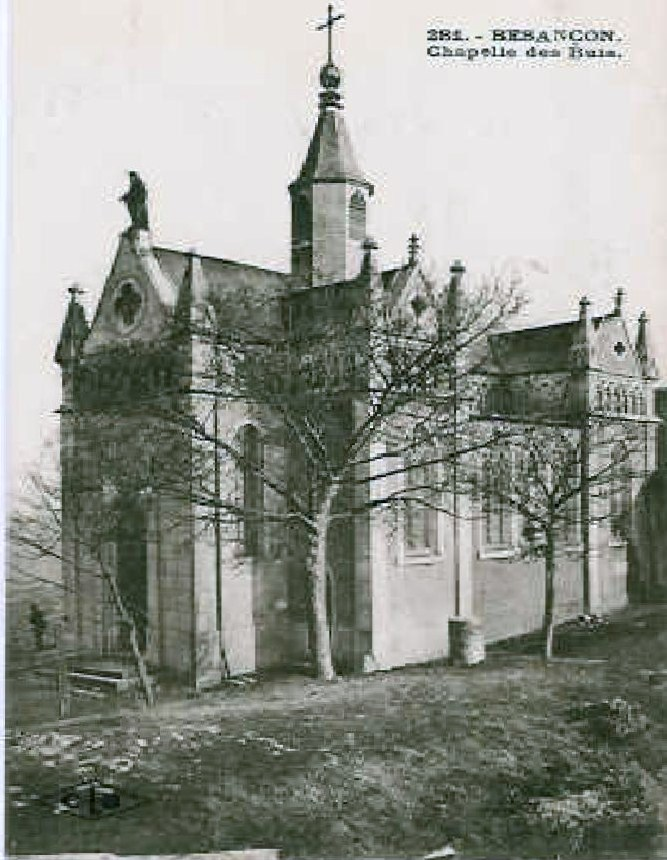
La chapelle dans les années 1930
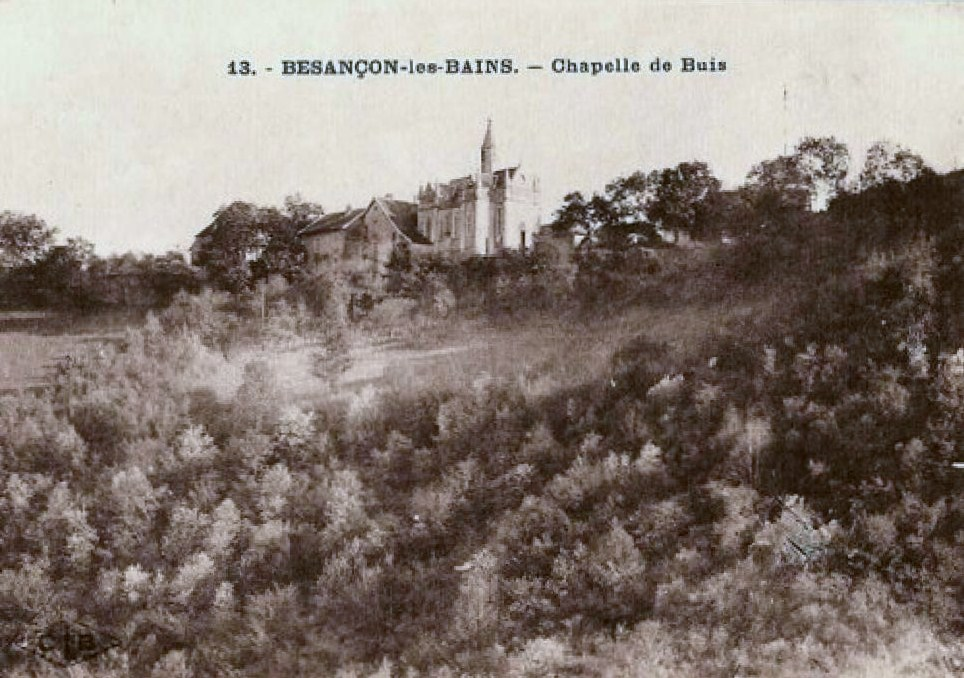
Vue générale de la chapelle (années 1930)

## Site
La chapelle est située dans le hameau de la Chapelle des Buis, au bord d'une petite falaise à plus de 470 m de haut, devant elle se dresse un des plus beaux panoramas sur Besançon et sur la citadelle de Besançon. À environ 400 m se trouve Notre-Dame de la libération.

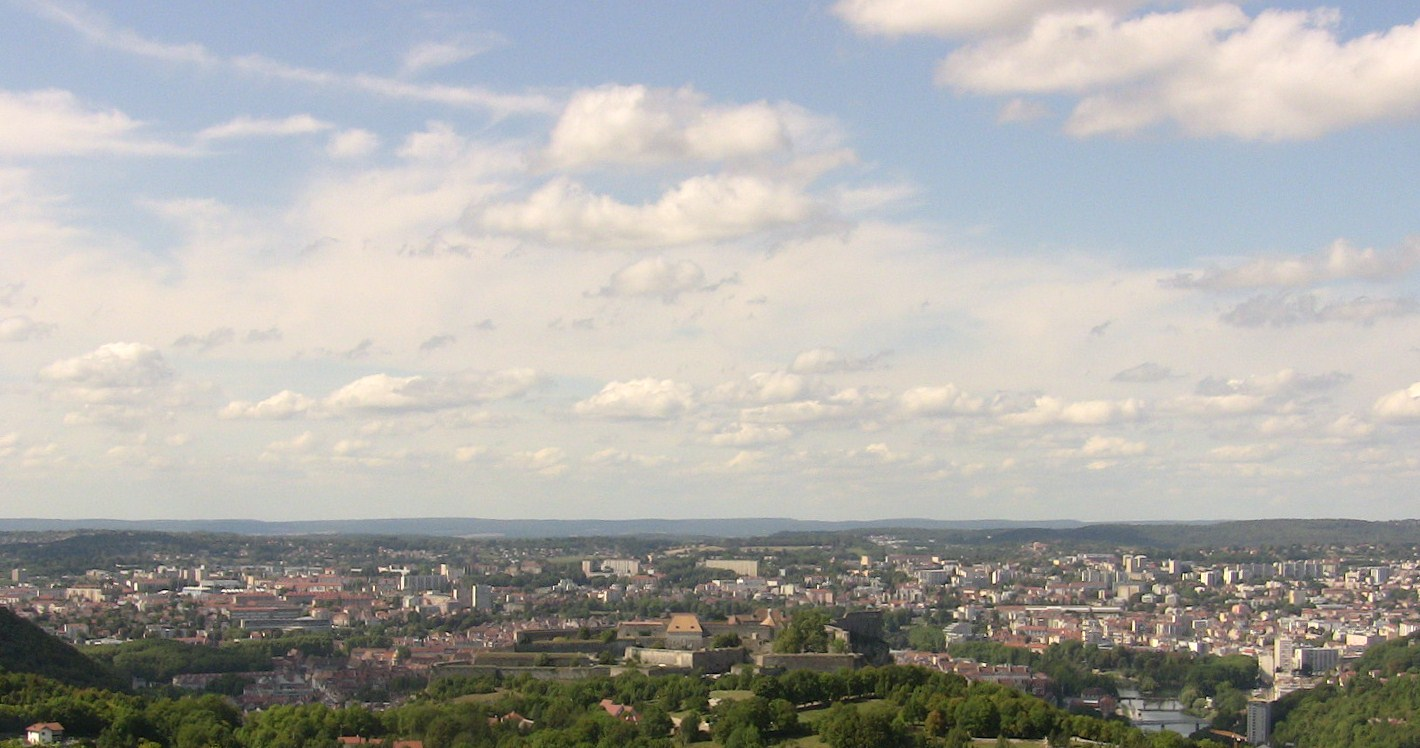
Aperçu du panorama qu'offre le site, au 1er plan la citadelle de Besançon, au second plan le centre historique de Besançon